# Casapulla
Casapulla est une commune de la province de Caserte dans la région Campanie en Italie.

## Administration
| Période                                  | Période  | Identité       | Étiquette | Qualité |
| ---------------------------------------- | -------- | -------------- | --------- | ------- |
| 14 juin 2004                             | En cours | Mario Di Cecio |           |         |
| Les données manquantes sont à compléter. |          |                |           |         |

### Communes limitrophes
Casagiove, Curti, Macerata Campania, Recale, San Prisco

## Personnalités liées à la communauté
- Nicoletta Orsomando (1929-2021), speakerine italienne.